# Sphecodes amakusensis
Sphecodes amakusensis är en biart som beskrevs av Keizo Yasumatsu och Hirashima 1951. Sphecodes amakusensis ingår i släktet blodbin, och familjen vägbin. Inga underarter finns listade i Catalogue of Life.